# Falsa Loura
Falsa Loura (llevada a México con su título original) es una película dramática brasileña dirigida por Carlos Reichenbach y protagonizada por Rosanne Mulholland. Su estreno oficial en cines de Brasil fue el 18 de abril de 2008, aunque se exhibió desde noviembre de 2007 en un festival. Mulholland ganó el Premio Jury a la mejor actriz por su actuación.

## Argumento
La película cuenta la historia de Silmara, una hermosa y simpática trabajadora que apoya a su padre en todo lo que puede. Su vida cambia cuando se adentra en el mundo de la fama musical en donde vivirá nuevas experiencias y se adentrara en su mundo de fantasía.